# Porterville
Porterville je město ve Spojených státech amerických. Nachází se v okrese Tulare County ve státě Kalifornie. Ve městě žije přibližně 63 tisíc obyvatel a jeho rozloha činí 45,8 km². Leží v jižní části pohoří Sierra Nevada a zároveň ve východní části San Joaquin Valley. Leží 266 kilometrů severně od Los Angeles a ve vzdálenosti 275 kilometrů od západního pobřeží USA.
Nedaleko města se nachází Sequoia National Forest, Giant Sequoia National Monument a Národní park Kings Canyon. Město leží na řece Tule, která nedaleko města pramení.

## Rodáci
- Rick Owens (* 1962) – americký módní návrhář

## Partnerská města
- Hamamacu, Japonsko